# Société Anonyme des Tramways Provinciaux
La Société Anonyme des Tramways Provinciaux (SATP), comunemente nota come società Belga era la concessionaria di una rete di tranvie provinciali che collegavano Napoli con numerose località della provincia. Fondata nel 1881 dall'imprenditore belga Édouard Otlet, la SATP attuò un piano di espansione che la portò a realizzare e gestire un'infrastruttura fondamentale per il rilancio dell'economia delle zone attraversate.
I pesanti danneggiamenti a mezzi e impianti durante la seconda guerra mondiale cambiarono radicalmente la situazione economica dell'azienda, che in pochi anni fu indotta a cedere le attività in favore di una società italiana che provvedette a sopprimere l'esercizio tranviario. La SATP fu disciolta nel 1957.

## Settori di attività
L'azienda arrivò a gestire complessivamente circa 46 km di rete, strutturata secondo le seguenti relazioni:
- Tranvia Napoli-Aversa, con diramazione per Giugliano
- Tranvia Napoli-Caivano
- Tranvia Napoli-Frattamaggiore, con diramazione per Casandrino
- Tranvia Aversa-Albanova

## Storia

### Prodromi
Già titolare di alcune concessioni ferroviarie e tranviare ottenute dai Comuni dell'area, nonché della tranvia Firenze-Poggio a Caiano, l'imprenditore belga Édouard Otlet promosse la fondazione, avvenuta l'11 giugno 1881, della Société Anonyme des Tramways a vapeur de Naples cui conferì la breve tratta tranviaria da Capodichino ad Afragola, nel frattempo già entrata in esercizio il 22 gennaio 1881.

### Dalla SATN alla SATP

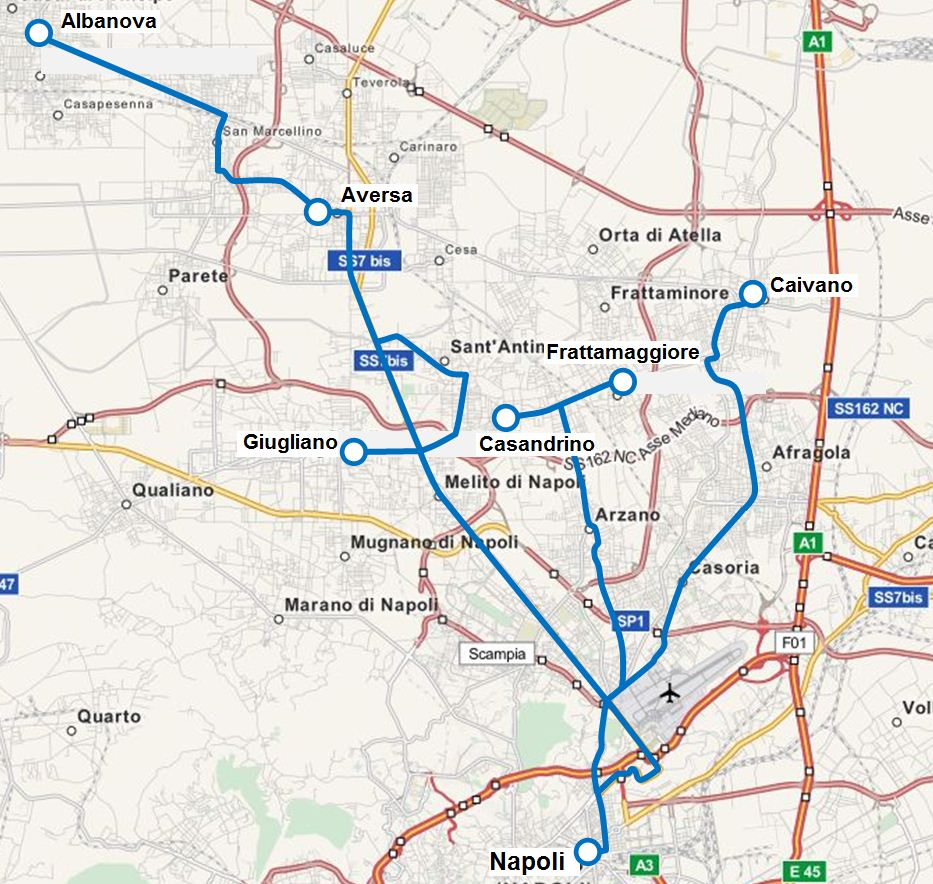
La rete gestita dalla SATP

Ri-costituita il 26 novembre 1884 sotto la guida dello stesso Otlet dopo alcune difficoltà di tipo finanziario che avevano interessato la compagine societaria, l'azienda assunse la nuova denominazione di Société Anonyme des Tramways Provinciaux (SATP); la sede rimaneva a Bruxelles e la durata della società era prevista in 30 anni.
Il 12 luglio 1886 venne completato il capolinea definitivo della rete, sotto forma di vera e propria stazione tranviaria, che sorgeva nelle adiacenze di Porta Capuana; in esso trovavano posto uffici della SATP.
Inizialmente gestita dai soci fondatori, la SATP mutò in seguito più volte la direzione con alterni risultati di bilancio fino al 1899 anno in cui subentrarono nel capitale la Société Financière des transports et d'enterprises industrielles (SOFINA) e la Geselleshaft für Elektrische Unternehsungen, colossi finanziari interessati alla trasformazione a trazione elettrica delle linee gestite, che investirono nell'operazione ingenti capitali. Nel biennio 1897-1898 vennero a tal fine stipulate convenzioni con il Municipio di Napoli e con le province di Napoli e di Terra di Lavoro e fu elaborato un progetto per la realizzazione di una nuova tratta urbana a doppio binario più diretta fra via Frattamaggiore e Capodichino e di un'altra sezione fra le Colonne di Giugliano e Aversa, più diretta rispetto alla digressione per Sant'Antimo.
Il 13 maggio 1902 sull'intera linea Napoli-Caivano, raddoppiata nel tratto da Capodichino a Villa Elisabetta, con il binario rinnovato, venne inaugurato l'esercizio a trazione elettrica.
L'inaugurazione della tranvia Aversa-Albanova, avvenuta nel 1912, rappresentò l'ultima espansione della rete: i piani di ulteriore rilancio non furono infatti concretizzati a causa delle difficoltà economiche conseguenti alla prima guerra mondiale.
Il periodo fra le due guerre, pur caratterizzato dalle inevitabili difficoltà economiche, fu relativamente tranquillo per la SATP, che intraprese un programma di profondo rinnovamento degli impianti e acquisì nuovo materiale rotabile, avviando la ricostruzione di quello preesistente; l'opera più significativa di tale periodo fu la realizzazione di una rotonda che consentì di razionalizzare le numerose intersezioni presenti a Capodichino. In conseguenza di tali rinnovamenti l'Azienda Trasporti Comunale di Napoli (ATCN) il 31 marzo 1929 acquisì l'esercizio delle sole Tranvie del Nord, mentre fu mantenuta l'indipendenza delle linee SATP.

### La cessione alla TPN
Il 27 gennaio 1957 si costituì a Napoli la società Tranvie Provinciali di Napoli (TPN), cui la SATP trasferì l'intero patrimonio e le concessioni di esercizio delle proprie linee. La nuova azienda avviò un piano di graduale sostituzione dei servizi tranviari con autolinee e filovie, avvalendosi in tal senso dei contributi economici resi disponibili dalla legge n. 1221 del 2 agosto 1952. Tale piano fu in seguito approvato con Decreto ministeriale n. 3158 del 9 dicembre 1959.
L'esercizio della rete cessò per tratte, fra il 1957 e il 1960.
In seguito la stessa TPN mutò più volte assetto societario e denominazione, passando nel 1978 alla forma consortile come Consorzio Trasporti Pubblici (CTP), gestore altresì della ferrovia Alifana, nel 1980 rinominato Azienda Consortile Trasporti Pubblici (ACTP), per divenire negli anni novanta alla denominazione CTP, trasformato in società per azioni dal 2001 con il nome di Compagnia Trasporti Pubblici.

## Dati societari

### Materiale rotabile
Le prime otto locomotive a vapore furono ordinate alla Krauss di Monaco dall'Otlet nel 1881, precedentemente alla costituzione della SATN; sei di esse erano a 2 assi, mentre le rimanenti due erano a 3 assi. Un secondo lotto di altrettante unità, di cui due a 3 assi, si affiancò l'anno successivo, in occasione dell'attivazione della linea per Aversa. Una diciassettesima, costruita anch'essa dalla Krauss ma nello stabilimento di Sendlig si aggiunse in seguito proveniente dalle cosiddette "Tranvie del Nord" che esercivano la linea Napoli-Giugliano e presso le quali fece per un breve tempo servizio l'esemplare con numero di fabbrica 951. Al termine del servizio a vapore una delle locomotive, probabilmente quella con numero di costruzione 947, rientrò in toscana come esemplare n. 22 della linea Firenze-Greve in Chianti.
Accanto alle locomotive, della dotazione d'origine facevano parte diverse carrozze rimorchiate dei costruttori Grondona (due differenti serie) e "Metallurgica", che nel 1898 risultavano pari a 48 esemplari.
In occasione dell'avvio dei servizi a trazione elettrica furono acquistate 12 elettromotrici a carrelli ordinate nel 1911 alla Baume et Marpent per il tramite della Union Elektricitäts Geselleshaft (UEG), cui si aggiungeso l'anno successivo ulteriori 7 unità. Nel 1903 otto nuovi tram vennero consegnati dalla Società Franco-Belga, dotati anch'essi come i precedenti di motori General Electric ed equipaggiamenti elettrici Thomson-Houston; ulteriori 2 e 4 unità si aggiunsero rispettivamente nel 1904 e 1909. Nel medesimo periodo furono pubblicate edizioni aggiornate al 1908 del Regolamento di servizio per la trazione elettrica e del Regolamento pel servizio dei segnali, editi a Napoli dalla stessa SATP.
Nel 1910 giunsero tre vetture di minori dimensioni, a due assi, consegnate dalla Carrosserie Industrielle di Parigi assieme alle rispettive rimorchiate. Dieci nuove elettromotrici a carrelli con rimorchiate furono acquistate nel 1912 dalla Ditta Preston; esse si distinguevano per la presenza di un lucernaio che si estendeva per l'intera lunghezza dei rotabili.
Infine, nel biennio 1927-1928 giunsero sui binari SATP le ultime dieci elettromotrici, realizzate dalle Officine Ferroviarie Meridionali (OFM) di tipologia analoga rispetto ai due coevi esemplari destinati alla Ferrovia del Vesuvio.
Sempre per l'esercizio a trazione elettrica la UEG attrezzò 43 rimorchiate, parte delle quali come ricostruzione delle carrozze del parco d'origine, cui si aggiunsero in seguito ulteriori unità consegnate in piccole serie e in maggior numero durante il rinnovamento avvenuto fra le due guerre mondiali.

#### Materiale motore - Locomotive a vapore
| Entrata in servizio | Costruttore | N. costruzione | Tipo                         | Note                                                                              |
| ------------------- | ----------- | -------------- | ---------------------------- | --------------------------------------------------------------------------------- |
| 1882                | Krauss      | 944            | Locomotiva a vapore a 2 assi |                                                                                   |
| 1882                | Krauss      | 945            | Locomotiva a vapore a 2 assi |                                                                                   |
| 1879                | Krauss      | 946            | Locomotiva a vapore a 2 assi | Originariamente acquistata per la tranvie Firenze-Poggio a Caiano/Prato           |
| 1879                | Krauss      | 947            | Locomotiva a vapore a 2 assi | Originariamente acquistata per la tranvie Firenze-Poggio a Caiano/Prato come n.14 |
| 1882                | Krauss      | 948            | Locomotiva a vapore a 2 assi |                                                                                   |
| 1883                | Krauss      | 951            | Locomotiva a vapore a 2 assi | Assegnata, per un certo periodo, alle Tranvie del Nord                            |
| [ 14 ]              | Krauss      | 986            | Locomotiva a vapore a 3 assi |                                                                                   |
| [ 14 ]              | Krauss      | 987            | Locomotiva a vapore a 3 assi |                                                                                   |
| 1884                | Krauss      | 1027           | Locomotiva a vapore a 3 assi | Proveniente dalle Tranvie del Nord                                                |
| 1882                | Krauss      | 1129           | Locomotiva a vapore a 2 assi |                                                                                   |
| 1882                | Krauss      | 1130           | Locomotiva a vapore a 2 assi |                                                                                   |
| 1882                | Krauss      | 1131           | Locomotiva a vapore a 2 assi |                                                                                   |
| 1882                | Krauss      | 1132           | Locomotiva a vapore a 2 assi |                                                                                   |
| 1882                | Krauss      | 1133           | Locomotiva a vapore a 3 assi |                                                                                   |
| 1883                | Krauss      | 1134           | Locomotiva a vapore a 3 assi |                                                                                   |
| 1883                | Krauss      | 1257           | Locomotiva a vapore a 2 assi |                                                                                   |
| 1883                | Krauss      | 1258           | Locomotiva a vapore a 2 assi |                                                                                   |

#### Materiale motore - Elettromotrici
| Classificazione d'origine | Entrata in servizio | Costruttore                      | Tipo                      | Note                                                     |
| ------------------------- | ------------------- | -------------------------------- | ------------------------- | -------------------------------------------------------- |
| 101÷112                   | 1901                | Baume et Marpent                 | Elettromotrici a carrelli | Ricostruite nel 1930-1932 con cassa analoga alle 147÷156 |
| 113÷119                   | 1902                | Baume et Marpent                 | Elettromotrici a carrelli |                                                          |
| 120÷127                   | 1903                | Società Franco-Belga             | Elettromotrici a carrelli | 120÷127 ricostruite con cassa analoga alle 147÷156       |
| 128÷129                   | 1907                | Società Franco-Belga             | Elettromotrici a carrelli |                                                          |
| 130÷133                   | 1909                | Società Franco-Belga             | Elettromotrici a carrelli |                                                          |
| 134÷136                   | 1910                | Carrosserie Industrielle         | Elettromotrici a 2 assi   |                                                          |
| 137÷146                   | 1913                | Ditta Preston                    | Elettromotrici a carrelli |                                                          |
| 147÷156                   | 1927-1928           | Officine Ferroviarie Meridionali | Elettromotrici a carrelli |                                                          |